# Биралски палеонтологичен музей
Биралският палеонтологичен музей (на гръцки: Ανθρωπολογικό Μουσείο Περδίκκα или Παλαιοντολογικό Μουσείο Περδίκκας) е музей, разположен в кайлярското село Биралци (Пердика), дем Еордея, Гърция. Разположен е на 1 километър от Биралци, на около 33 километра от Кожани, по пътя за Котлари (Пендаврисос) и може да бъде посетен по уговорка с музея.
В 1977 година собственикът на пясъчник край Биралци Исаак Панделидис случайно открива останките на голямо животно. Той информира Гръцкото антропологично общество и разкопките, ръководени от антрополога Арис Пулианос, разкриват скелета на мамут (Mammuthus meridionalis, така наречения южен мамут) на възраст около 3 000 000 години. Това е най-старият скелет на животно, откриван в Европа. Въпреки че целият скелет е намерен, костите са разбъркани, най-вероятно защото мамутът е разчленен от ловци. Мамутът е бил дълъг 5 метра и висок 4 метра, като липсват само бивните. Скелетът е придружен от около 30 инструмента, предимно от кварц, които са използвани за разчленяване на мамута и които по произход са от други части на съвременния дем Еордея.
В същата 1979 година на мястото, където е открит мамутът, е построена осмоъгълна структура с цел да се консервира находката. Скелетът лежи там, където е намерен, впечатляващ както със своите размери, така и с отличното си състояние на съхранение.